# Horto Municipal da Barreirinha
Horto Municipal da Barreirinha é um departamento da Secretária Municipal do Meio Ambiente de Curitiba e esta localizado na Av. Anita Garibaldi, anexo ao Parque da Barreirinha.
Assim como o Horto do Guabirotuba, o mais antigo horto de Curitiba trabalha para que sejam fornecidas toda a infra-estrutura necessária aos projetos paisagísticos dos logradouros da capital paranaense.
O Horto da Barreirinha completou em 2009 cinquenta anos de existência, contabilizando neste período aproximadamente 4 milhões de mudas de árvores produzidas.
Fundado em 1959 para propiciar o paisagismo da cidade, através de pesquisas, cultivos e implantação dos arbustos ornamentais, árvores (frutíferas ou não) e similares na arborização de ruas e avenidas da cidade e nos últimos anos ganhou mais uma atribuição: recuperar bosques e matas ciliares.
Atualmente (ano de 2010) o “Horto” trabalha com mais de 180 variedades de espécies que vão desde o Ipê até o Pau-ferro, passando por inúmeras outras representantes da flora brasileira, como: Periquiteira, Guaçatunga, Salpulva, Cocão, Juvevê, Tarumã ou Araucária.

## Ligação externa
- Horto da Barreirinha faz 50 anos, com 4 milhões de árvores produzidas Prefeitura Municipal de Curitiba

## Referência
- SGANZERLA, Eduardo, RODRIGUES, Júlio C.. Curitiba. Curitiba: P.M.C., 1996. 310p